# UK Independence Party
UK Independence Party (UKIP) er et britisk nationalkonservativt og euroskeptisk politisk parti, der har som primær mærkesag at trække Storbritannien ud af EU. Partiet ledes af den afgående leder Nigel Farage og er pr. juli 2016 repræsenteret i det britiske Underhus med to medlemmer og i Overhuset med 3 medlemmer samt i Europa-Parlamentet, hvor det har 24 af Storbritanniens 73 medlemmer og indgår i Gruppen for Europæisk Frihed og Demokrati.

## Grundlæggelse
Partiet blev grundlagt i 1993 af Alan Sked og andre medlemmer af den tværpolitiske Anti-Federalist League, der var blevet grundlagt i protest mod vedtagelsen af Maastricht-traktaten. Fra begyndelsen lykkedes det at tiltrække nogle medlemmer fra den euroskeptiske fløj af Conservatives, der var splittet i spørgsmålet som følge af Storbritanniens tvungne tilbagetrækning fra ERM-samarbejdet og ratifikationen af Maastrichttraktaten. 

## Ledelse
Partiets leder er Nigel Farage, der har været leder af partiet i perioden 2006-09, 2010-15, og igen fra 2015. Efter Folkeafstemningen om Storbritanniens EU-medlemskab 2016 meddelte Farage, at han vil træde tilbage som leder af partiet, da hans mål nu var nået.
Næstformand i partiet er Paul Nuttall (MEP).

## Valg til Europaparlamentet
Ved Europa-Parlamentsvalget 1999 opnåede Ukip 3 mandater, og Nigel Farage blev første gang valgt ind i Europaparlamentet for partiet. Ved valgene i 2004 og 2009 blev Ukip ligeledes repræsenteret. 
Ved Europa-Parlamentsvalget 2014 blev Ukip det første parti nogensinde, der ved et nationalt valg fik flere stemmer end både De Konservative og Labour. Ukip opnåede ved valget 24 ud af Storbritanniens 73 pladser i Europaparlamentet.

## Valg til Underhuset
Allerede i 1997 stillede UKIP op til Underhuset, men blev overskygget af James Goldsmiths Referendum Party. I 2001 opnåede man 1,5 procent af stemmerne og fik ingen valgt ind, ligesom valgene til hverken det skotske parlament eller Welsh Assembly var succesfulde for partiet på trods af, at begge forsamlinger i modsætning til Underhuset har forholdstalsvalg. 
Det britiske valgsystem med flertalsvalg i enkeltmandskredse uden tillægsmandater har gjort det vanskeligt for partiet at få indvalgt sine kandidater, men ved et suppleringsvalg den 9. oktober 2014 i Clacton i Essex opnåede UKIP sit første mandat til Underhuset. Mandatet blev vundet af Douglas Carswell, der indtil august 2014 havde besiddet det konservative mandat valgt i kredsen. Carswell forlod dog de konservative til fordel for Ukip, hvorfor der blev afholdt suppleringsvalg i kredsen. Ved suppleringsvalget opnåede Carswell 59,66% af stemmerne, hvorved Carswell atter blev valgt til Underhuset, men nu for Ukip.
Ved et tilsvarende suppleringsvalg den 20. november 2014 opnåede partiet sit andet medlem af Underhuset, da det tidligere konservative underhusmedlem Mark Reckless skiftede til Ukip og vandt det efterfølgende suppleringsvalg i kredsen Rochester and Strood med 42,1% af stemmerne.